# Pieprzycznik przydrożny
Pieprzycznik przydrożny, pieprzycznik wiosnówkowy, pieprzyca strzałkowata (Lepidium draba L.) – gatunek rośliny z rodziny kapustowatych. Dawniej zaliczany do rodzaju pieprzycznik (Cardaria), który okazał się zagnieżdżonym w obrębie rodzaju pieprzyca Lepidium i został do niego włączony. Status gatunku we florze Polski: kenofit.

## Rozmieszczenie
Rodzimy obszar występowania to południowa część Europy, zachodnia i środkowa część Azji oraz północna Afryka. Rozprzestrzenił się także w pozostałych rejonach Europy, w Afryce Południowej, Australii, Ameryce Północnej, Argentynie i Chile.

## Morfologia
ŁodygaWzniesiona, u góry rozgałęziona, wysokość od 20 do 60 cm.
LiściePodłużne jajowate, nieregularnie ząbkowane.
KwiatyBiałe o średnicy 5 mm, pachnące w gęstych baldachach pozornych.

## Biologia i ekologia
Kwitnie od maja do lipca. Występuje na przydrożach, wysypiskach, nasypach kolejowych, obrzeżach pól, w miejscach suchych i kamienistych. W klasyfikacji zbiorowisk roślinnych gatunek charakterystyczny dla Ass. Cardario drabae-Agropyretum repentis.